# تای بور
تای بور (انگلیسی: Ty Burr؛ زادهٔ ۱۷ اوت ۱۹۵۷) روزنامه‌نگار اهل ایالات متحده آمریکا است. وی از سال ۱۹۸۲ میلادی تاکنون مشغول فعالیت بوده‌است.